# Wasserturm Allschwil

Wasserturm Allschwil

Der Wasserturm Allschwil ist ein Wasserturm in der basellandschaftlichen Gemeinde Allschwil.
Der Baubeginn war 1970, seit 1983 ist die Dachterrasse öffentlich zugänglich. Der 42,5 Meter hohe Turm ist mit 18 Meter langen Betonpfählen im Lössboden gegründet. Er enthält zwei Reservoire mit insgesamt 990 Kubikmetern Trinkwasser, davon 100 Kubikmeter Löschwasserreserve.
Die Aussichtsplattform in 38 Metern Höhe ist nur an Sonn- und Feiertagen zu begrenzten Zeiten geöffnet. Zur Plattform gelangt man über einen Aufzug. Vom Turm aus bietet sich eine Rundumsicht von Basel über den Schwarzwald bis zum Leimental. Vier Panoramatafeln informieren über die Aussicht.

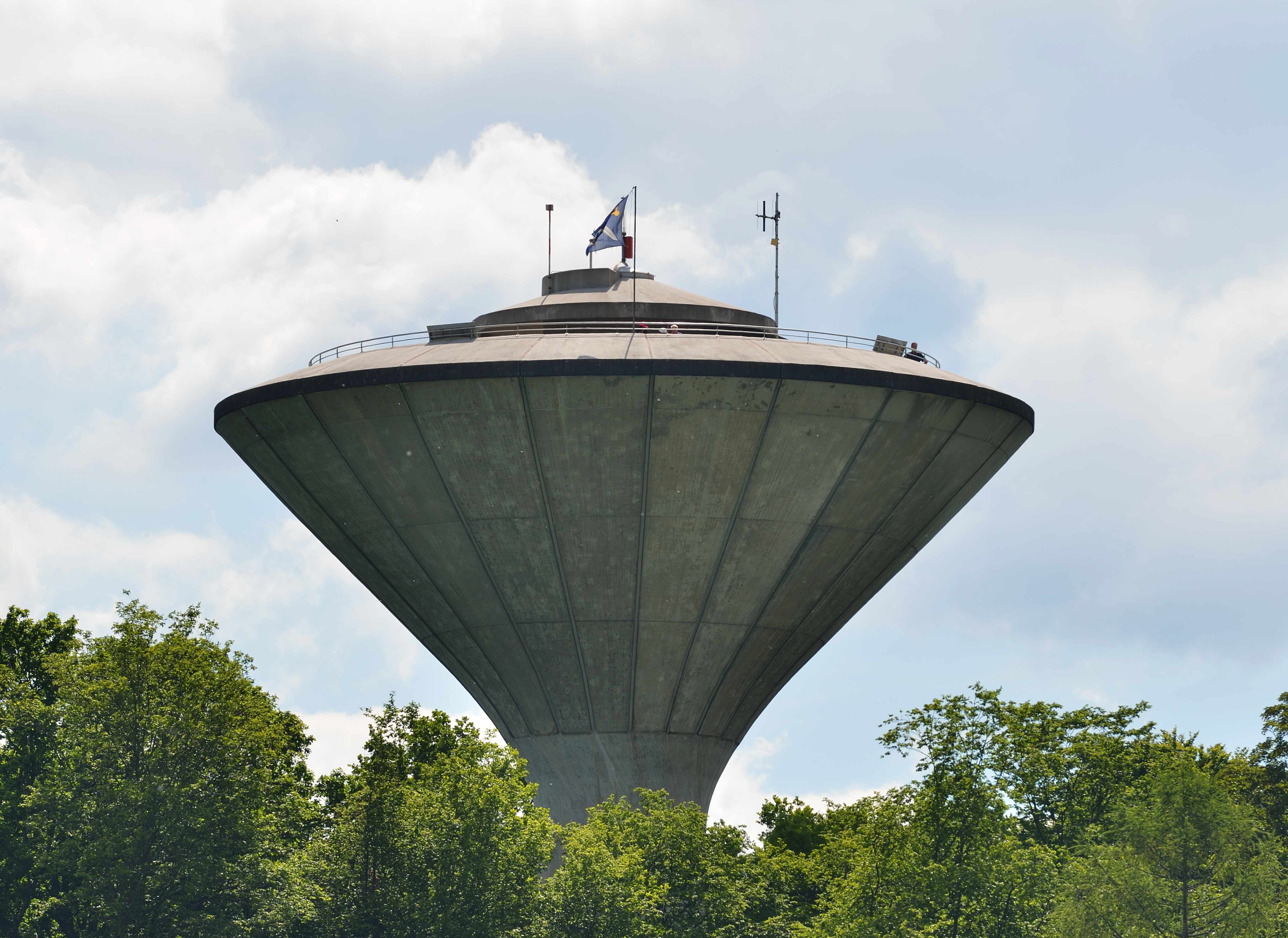
Wasserturm
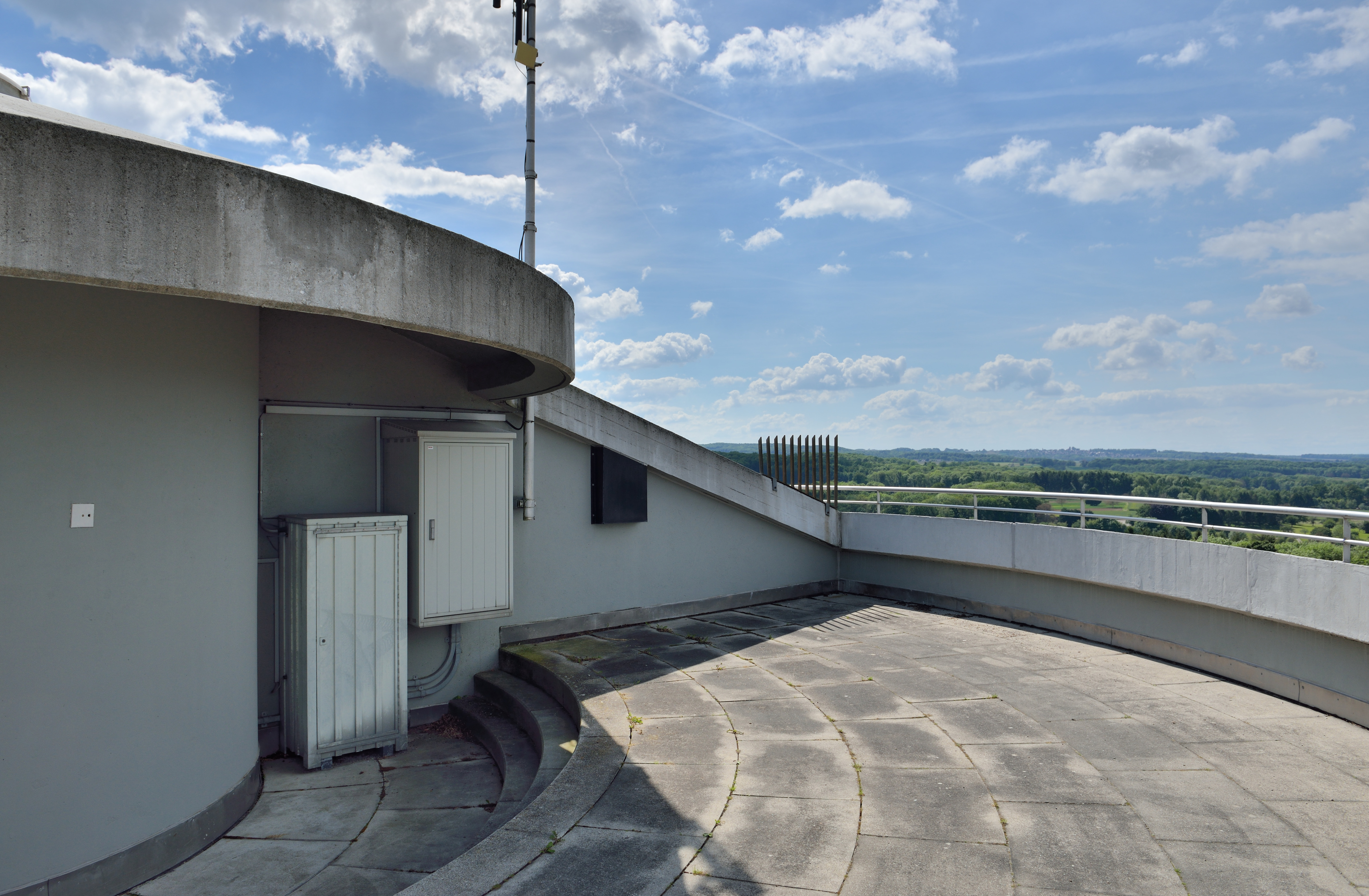
Aussichtsplattform
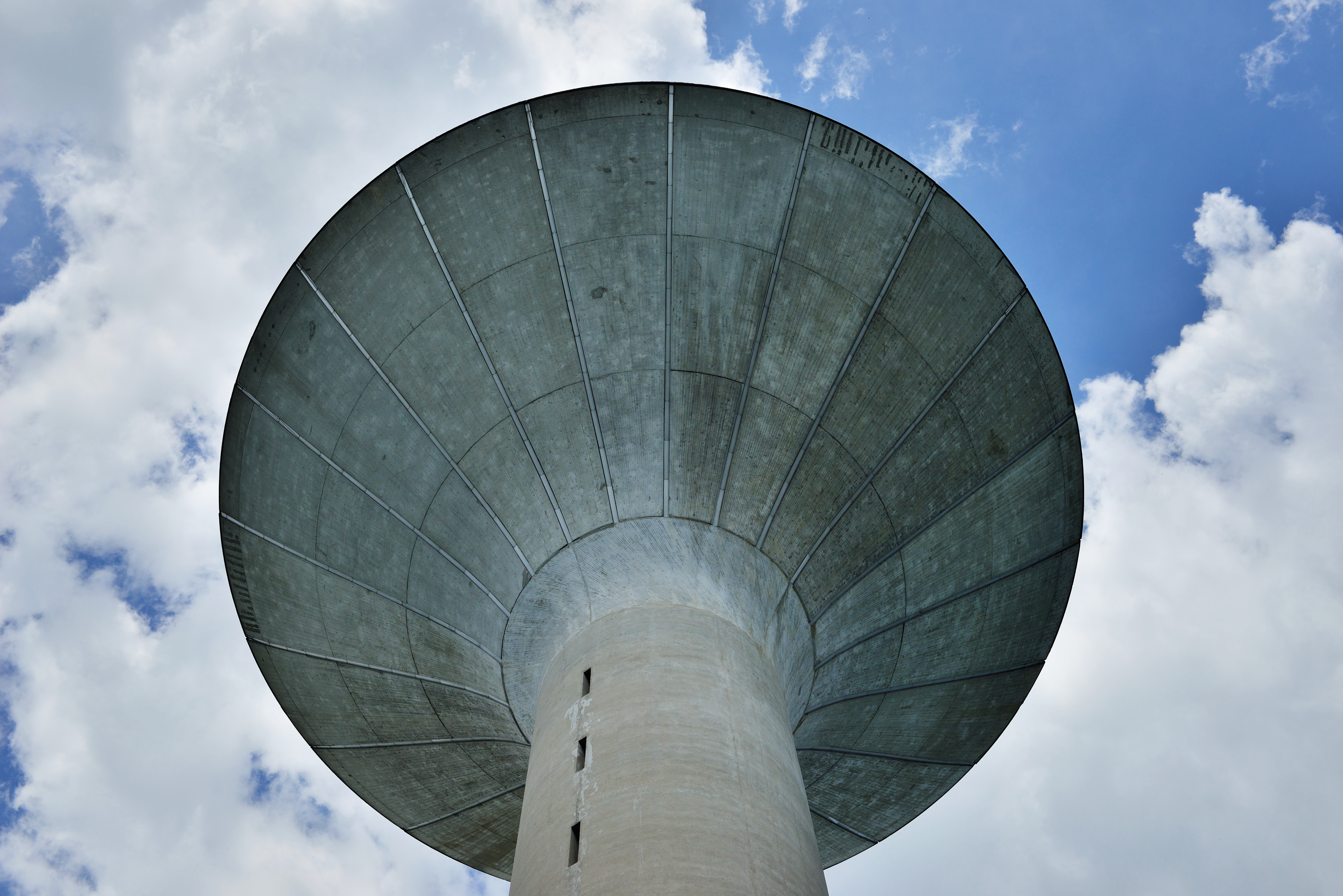
Untersicht